# Piloctenus mirificus
Piloctenus mirificus is een spinnensoort uit de familie van de kamspinnen (Ctenidae). De wetenschappelijke naam van de soort werd voor het eerst geldig gepubliceerd in 1912 door Arts als Ctenus mirificus.
De soort komt voorin Togo, Ivoorkust en Guinea.